# Ottavio Morisani
Ottavio Morisani (Formicola, 14 luglio 1835 – Napoli, 26 gennaio 1914) è stato un ginecologo e politico italiano.
Fu senatore del Regno d'Italia nella XVII legislatura.
Nato a Formicola in provincia di Caserta da antica famiglia calabrese, si laureò a vent'anni in medicina all'Università di Napoli. Nel 1860 fu nominato chirurgo straordinario all’ospedale degli Incurabili di Napoli. Dal 1863-64 si dedicò interamente all’ostetricia e alla ginecologia, ottenendo la libera docenza nel 1867 e la cattedra di professore ordinario nel 1874, seguita dalla direzione della clinica ostetrico-ginecologica dell'Università di Napoli. Si ritirò dal servizio nel 1907 per motivi di salute con il titolo di professore emerito.